# Kleistokaktus

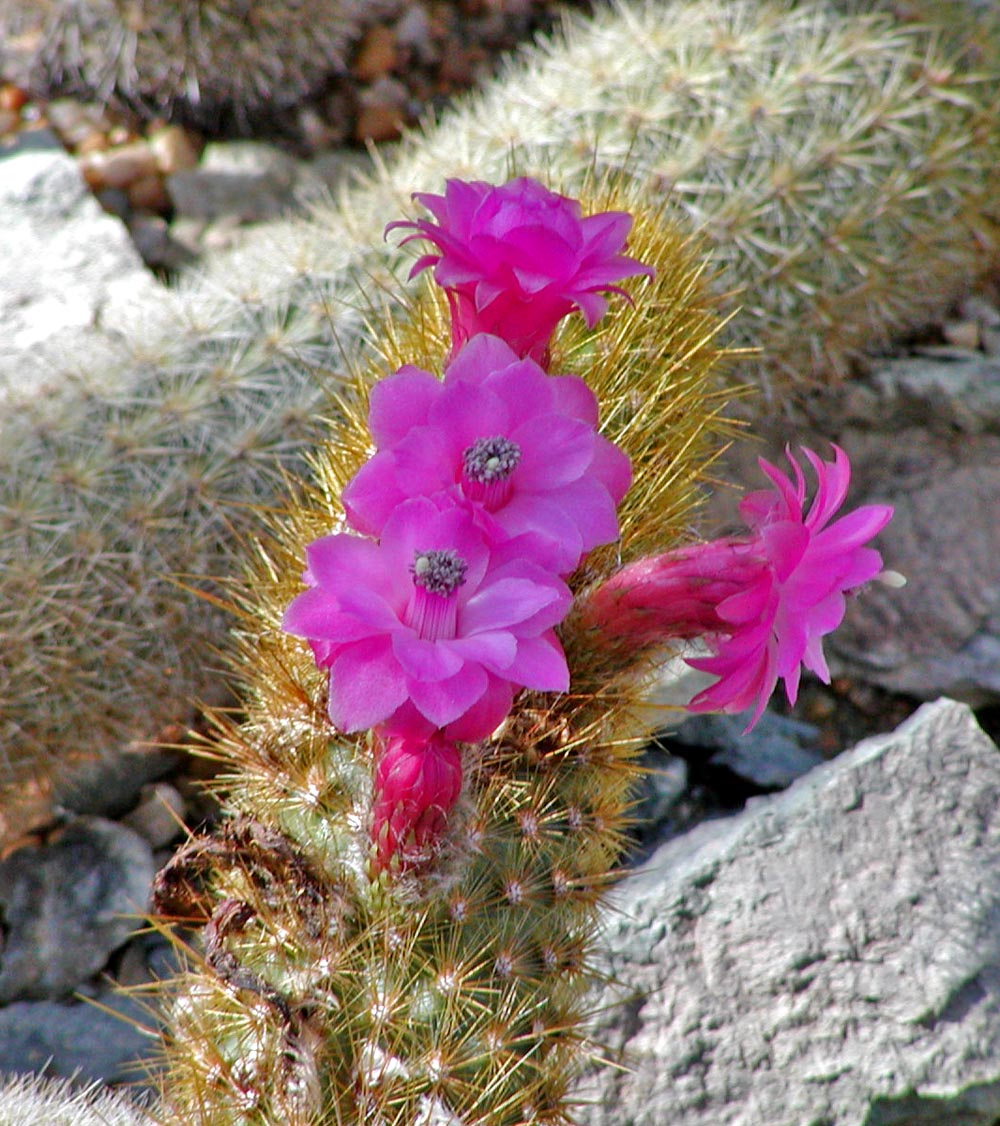
Cleistocactus icosagonus

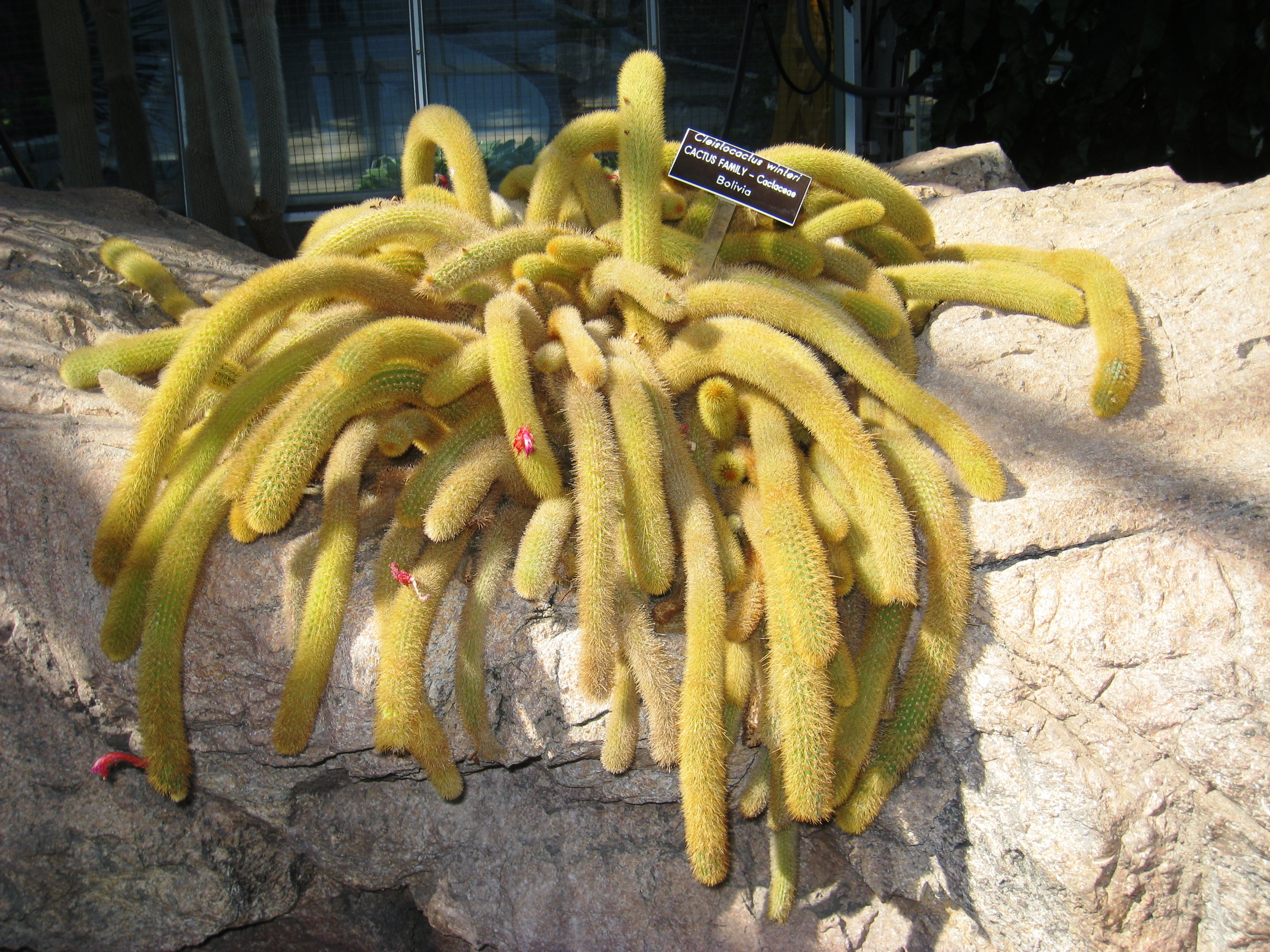
Cleistocactus winteri

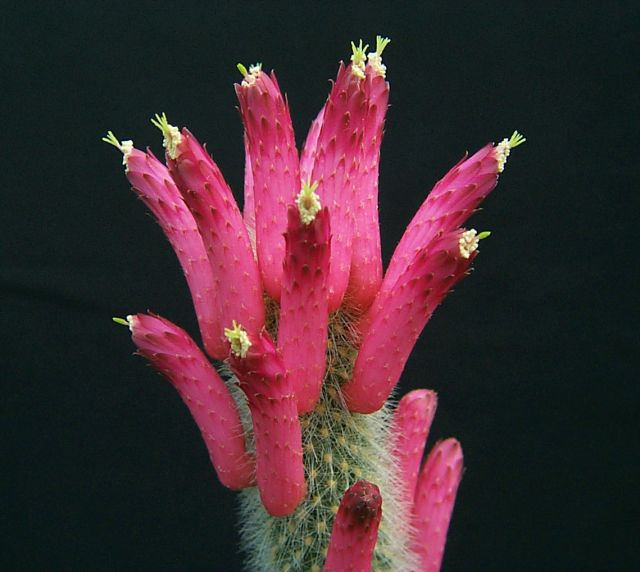
Cleistocactus brookei

Kleistokaktus (Cleistocactus Lem.) – rodzaj roślin z rodziny kaktusowatych. Rodzaj ten obejmuje kaktusy występujące w Urugwaju, Boliwii, Peru i Argentynie. 

## Morfologia
Są to sukulenty kolumnowe. Nazwa pochodzi od greckiego kleistos (zamknięty), ponieważ mają kwiaty nie rozwinięte, tak jak u innych rodzajów, ale w postaci długiej rurki, sprawiające wrażenie zamkniętych.

## Systematyka
Synonimy
Akersia Buining,
Bolivicereus Cárdenas,
Borzicactella H. Johnson ex F. Ritter,
Borzicactus Riccob.,
Borzicereus Fric & Kreuz.,
Cephalocleistocactus F. Ritter,
Cleistocereus Fric & Kreuz.,
Clistanthocereus Backeb.,
Demnosa Fric,
Gymnanthocereus Backeb.,
Hildewintera F. Ritter,
Loxanthocereus Backeb.,
Maritimocereus Akers,
Pseudoechinocereus Buining, nom. inval.,
Seticereus Backeb.,
Seticleistocactus Backeb.,
Winteria F. Ritter,
Winterocereus Backeb.
Pozycja systematyczna według APweb (aktualizowany system APG III z 2009)
Należy do rodziny kaktusowatych (Cactaceae) Juss., która jest jednym z kladów w obrębie rzędu goździkowców (Caryophyllales) i klasy roślin okrytonasiennych. W obrębie kaktusowatych należy do plemienia Trichocereeae, podrodziny Cactoideae.
Pozycja w systemie Reveala (1993-1999)
Gromada okrytonasienne (Magnoliophyta Cronquist), podgromada Magnoliophytina Frohne & U. Jensen ex Reveal, klasa Rosopsida Batsch, podklasa goździkowe (Caryophyllidae Takht.), nadrząd Caryophyllanae Takht., rząd goździkowce (Caryophyllales Perleb), podrząd Cactineae Bessey in C.K. Adams, rodzina kaktusowate (Cactaceae Juss.), rodzaj Cleistocactus Lem..
Gatunki (wybór)
- Cleistocactus acanthurus (Vaupel) D.R.Hunt
- Cleistocactus baumannii (Lem.) Lem.
- Cleistocactus brookei Cárdenas
- Cleistocactus candelilla Cárdenas
- Cleistocactus chrysocephalus (F.Ritter) Mottram
- Cleistocactus × crassiserpens Rauh & Backeb.
- Cleistocactus erectispinus (Rauh & Backeb.) Ostolaza
- Cleistocactus erigens (Rauh & Backeb.) Ostolaza
- Cleistocactus fieldianus (Britton & Rose) D.R.Hunt
- Cleistocactus hoffmannii G.J.Charles
- Cleistocactus hyalacanthus (K.Schum.) Rol.-Goss.
- Cleistocactus hystrix (Rauh & Backeb.) Ostolaza
- Cleistocactus icosagonus (Kunth) A.Weber
- Cleistocactus jajoanus (Backeb.) G.J.Charles
- Cleistocactus laniceps (K. Schum.) Gosselin
- Cleistocactus longiserpens Leuenb.
- Cleistocactus luribayensis Cárdenas
- Cleistocactus morawetzianus Backeb.
- Cleistocactus muyurinensis F.Ritter
- Cleistocactus orthogonus Cárdenas
- Cleistocactus pachycladus (Rauh & Backeb.) Ostolaza
- Cleistocactus palhuayensis F.Ritter & Shahori
- Cleistocactus parapetiensis Cárdenas
- Cleistocactus parviflorus (K.Schum.) Rol.-Goss.
- Cleistocactus plagiostoma (Vaupel) D.R.Hunt
- Cleistocactus pycnacanthus (Rauh & Backeb.) Backeb.
- Cleistocactus reae Cárdenas
- Cleistocactus ritteri Backeb.
- Cleistocactus roezlii (Haage ex K.Schum.) Backeb.
- Cleistocactus × rojoi Cárdenas
- Cleistocactus roseiflorus (Buining) G.D.Rowley
- Cleistocactus samaipatanus (Cárdenas) D.R.Hunt
- Cleistocactus sepium (Kunth) A.Weber
- Cleistocactus serpens (Kunth) A.Weber
- Cleistocactus sextonianus (Backeb.) D.R.Hunt
- Cleistocactus smaragdiflorus (F.A.C.Weber) Britton & Rose
- Cleistocactus strausii (Heese) Backeb.
- Cleistocactus tenuiserpens Rauh & Backeb.
- Cleistocactus tominensis (Weing.) Backeb.
- Cleistocactus variispinus F.Ritter
- Cleistocactus winteri D.R.Hunt
- Cleistocactus xylorhizus (F.Ritter) Ostolaza